# آنگولا در المپیک تابستانی ۲۰۲۴
کاروان المپیکی آنگولا در بازی‌های المپیک تابستانی ۲۰۲۴ که از ۵ تا ۲۱ مرداد ۱۴۰۳ خورشیدی (۲۶ ژوئیه تا ۱۱ اوت ۲۰۲۴ میلادی) به میزبانی پاریس برگزار شد،  حضور داشت. این یازدهمین حضور این کشور در بازی‌های المپیک تابستانی از اولین حضور رسمی آن در المپیک ۱۹۸۰، بغیر از المپیک ۱۹۸۴ بود.

## پیش زمینه

### رفع تحریم وادا
در فوریه ۲۰۲۴ میلادی، نمایندگان کشور آنگولا در خطر تحریم استفاده از پرچم آنگولا در بازی‌ها بودند، پس از اینکه آژانس جهانی مبارزه با دوپینگ (وادا)، کمیته ملی المپیک آنگولا را به دلیل عدم رعایت مقررات دوپینگ برچسب گذاری کرد.
سه هفته قبل از شروع المپیک، آژانس جهانی مبارزه با دوپینگ، کشور آنگولا را از لیست عدم تطابق حذف کرد. و موضوع تحریم کشور آنگولا حل شد.

## شرکت‌کنندگان
در زیر فهرست ورزشکاران شرکت‌کننده در المپیک آمده.
| ورزش             | مردان | زنان | کل |
| ---------------- | ----- | ---- | -- |
| دو و میدانی      | ۱     | ۰    | ۱  |
| قایقرانی         | ۲     | ۰    | ۲  |
| هندبال           | ۰     | ۱۴   | ۱۴ |
| جودو             | ۱     | ۰    | ۱  |
| روئینگ           | ۱     | ۰    | ۱  |
| قایقرانی بادبانی | ۲     | ۱    | ۳  |
| شنا              | ۱     | ۱    | ۲  |
| کل               | ۸     | ۱۶   | ۲۴ |

## دو و میدانی
آنگولا یک دونده، برای شرکت در بازی‌های المپیک تابستانی ۲۰۲۴ فرستاد.
کلید
- توضیح–رتبه‌ها در رویدادهای میدانی فقط برای دوره‌های مربوط به همان ورزشکار داده شده‌اند
- Q = واجد شرایط برای دور بعدی
- q = واجد شرایط برای دور بعدی به عنوان سریع‌ترین نفر باخته یا در رویدادهای میدانی به وسیلهٔ موقعیت بدون رسیدن به هدف انتخابی
- NR = رکورد ملی
- N/A = دوره غیرقابل اجرا برای رویداد
- Bye = ورزشکار نیاز به شرکت در دوره ندارد

رویدادهای میدانی
| ورزشکار       | رویداد        | مقدماتی  | مقدماتی | نرمش  | نرمش | نیمه نهایی  | نیمه نهایی  | نهایی       | نهایی       |
| ورزشکار       | رویداد        | نتیجه    | رتبه    | نتیجه | رتبه | نتیجه       | رتبه        | نتیجه       | رتبه        |
| ------------- | ------------- | -------- | ------- | ----- | ---- | ----------- | ----------- | ----------- | ----------- |
| مارکوس سانتوس | 100 متر مردان | 10.31 NR | 2 Q     | ۱۰٫۴۰ | ۷    | پیشروی نکرد | پیشروی نکرد | پیشروی نکرد | پیشروی نکرد |

## قایقرانی

### سرعتی
برای اولین بار از سال ۲۰۱۲، قایقرانان مرد آنگولایی با کسب مدال طلا در مسابقه ۵۰۰ متری C-2 در مسابقات انتخابی المپیک آفریقا ۲۰۲۳ در ابوجا، نیجریه، یک قایق را برای بازی‌ها به دست آوردند.
| ورزشکار                      | رویداد             | نرمش    | نرمش | یک چهارم نهایی | یک چهارم نهایی | نیمه نهایی  | نیمه نهایی  | نهایی       | نهایی       |
| ورزشکار                      | رویداد             | زمان    | رتبه | زمان           | رتبه           | زمان        | رتبه        | زمان        | رتبه        |
| ---------------------------- | ------------------ | ------- | ---- | -------------- | -------------- | ----------- | ----------- | ----------- | ----------- |
| بنیلسون ساندا                | C-1 1000 متر مردان | ۴:۱۱٫۴۰ | ۵    | ۴:۱۲٫۷۳        | ۵              | پیشروی نکرد | پیشروی نکرد | پیشروی نکرد | پیشروی نکرد |
| مانوئل آنتونیو بنیلسون ساندا | C-2 500متر مردان   | ۱:۵۱٫۵۳ | ۶    | ۱:۴۹٫۰۰        | 4 FB           | استراحت     | استراحت     | ۱:۵۵٫۷۴     | ۱۲          |

لیگ شرایط: FA = راهیابی به فینال (مدال). FB = راهیابی به فینال B (بدون مدال)

## هندبال
خلاصه

کلید:
- ET: بعد از وقت اضافه
- P - مسابقه با ضربات پنالتی تعیین می‌شود.

| تیم         | رویداد         | مرحله گروهی    | مرحله گروهی       | مرحله گروهی        | مرحله گروهی      | مرحله گروهی     | مرحله گروهی | یک چهارم نهایی | نیمه نهایی    | نهایی/ BM     | نهایی/ BM |
| تیم         | رویداد         | اختلاف امتیاز  | اختلاف امتیاز     | اختلاف امتیاز      | اختلاف امتیاز    | اختلاف امتیاز   | رتبه        | اختلاف امتیاز  | اختلاف امتیاز | اختلاف امتیاز | رتبه      |
| ----------- | -------------- | -------------- | ----------------- | ------------------ | ---------------- | --------------- | ----------- | -------------- | ------------- | ------------- | --------- |
| زنان آنگولا | مسابقات بانوان | هلند · L 31–34 | اسپانیا · W 26–21 | مجارستان · D 31–31 | فرانسه · L 24–38 | برزیل · L 19–30 | ۵           | پیشروی نکرد    | پیشروی نکرد   | پیشروی نکرد   | ۹         |

### مسابقات بانوان
تیم ملی هندبال زنان آنگولا بعد از کسب مدال طلا و بدست آوردن سهمیه کامل در مسابقات انتخابی آفریقا ۲۰۲۳ در پایتخت آنگولا (لوآندا) به المپیک راه یافت.
فهرست تیم
یک تیم ۱۸ نفره در ۱۷ ژوئن ۲۰۲۴ اعلام شد. این تیم در ۷ ژوئیه ۲۰۲۴ به ۱۵ بازیکن کاهش یافت.
سرمربی: کارلوس ویور
| باشگاه           | هدف‌ها | برنامه | قد       | تاریخ تولد (سن)           | نام                      | پوز | شماره |
| ---------------- | ----- | ------ | -------- | ------------------------- | ------------------------ | --- | ----- |
| پترو لواندا      | ۱     | ۲۲     | ۱٫۸۲ متر | ۱۰ فوریه ۱۹۹۵ (۲۹ ساله)   | مارتا آلبرتو             | GK  | ۱     |
| پترو د لواندا    | ۲۲    | ۱۴     | ۱٫۷۷ متر | ۱۲ سپتامبر ۱۹۹۶ (۲۷ ساله) | ویلما ننگانگا            | LB  | ۲     |
| پریمیرو د آگوستو | ۵۷    | ۲۰     | ۱٫۷۷ متر | ۱۶ نوامبر ۲۰۰۴ (۱۹ ساله)  | لیلیان ماریو             | P   | ۵     |
| پریمیرو د آگوستو | ۱۳۷   | ۷۴     | ۱٫۷۲ متر | ۶ نوامبر ۱۹۹۴ (۲۹ ساله)   | جولیانا ماچادو           | RB  | ۶     |
| پریمیرو د آگوستو | ۳۲    | ۲۰     | ۱٫۷۶ متر | ۱ آوریل ۲۰۰۳ (۲۱ ساله)    | دولورس روزاریو           | RW  | ۷     |
| تارگو جیو        | ۱۸۴   | ۴۸     | ۱٫۷۳ متر | ۲۴ ژانویه ۱۹۹۸ (۲۶ ساله)  | هلنا پائولو              | CB  | ۸     |
| پریمیرو د آگوستو | ۲۳۰   | ۲۸۹    | ۱٫۷۳ متر | ۲۵ دسامبر ۱۹۸۶ (۳۷ ساله)  | ناتالیا سانتوس           | LW  | ۹     |
| بوکورستی راپید   | ۲۴۳   | ۸۶     | ۱٫۸۵ متر | ۱۲ ژوئن ۱۹۹۶ (۲۸ ساله)    | آلبرتینا کاسوما          | P   | ۱۰    |
| پترو د لواندا    | ۴۵    | ۲۳     | ۱٫۷۳ متر | ۳ ژوئن ۱۹۹۷ (۲۷ ساله)     | ماریلیا کویزلت           | LW  | ۱۱    |
| کرونا براشوف CSM | ۸۵    | ۳۰     | ۱٫۶۴ متر | ۲۵ دسامبر ۱۹۹۸ (۲۵ ساله)  | ناتالیا کمالاندوا فونسکا | RW  | ۱۳    |
| پترو د لواندا    | ۲۵    | ۱۱     | ۱٫۷۰ متر | ۲۴ سپتامبر ۲۰۰۰ (۲۳ ساله) | چلسی گابریل              | CB  | ۱۸    |
| هندبال سنت آماند | ۳۲    | ۲۹     | ۱٫۷۲ متر | ۲۰ اکتبر ۲۰۰۲ (۲۱ ساله)   | استلویا پاسکال           | LB  | ۲۰    |
| تارگو جیو        | ۰     | ۷      | ۱٫۸۱ متر | ۹ مارس ۱۹۹۹ (۲۵ ساله)     | الیان پائولو             | GK  | ۳۰    |
| کرونا براشوف CSM | ۱۱۶   | ۹۶     | ۱٫۷۳ متر | ۱۴ ژوئن ۱۹۹۰ (۳۴ ساله)    | آزناید کارلوس            | RB  | ۳۵    |

بازی گروهی
| پوز | تیم - v - t - e | Pld | W | D | L | GF  | GA  | GD  | Pts | شرایط         |
| --- | --------------- | --- | - | - | - | --- | --- | --- | --- | ------------- |
| ۱   | فرانسه (H)      | ۵   | ۵ | ۰ | ۰ | ۱۵۹ | ۱۲۴ | +۳۵ | ۱۰  | Quarterfinals |
| ۲   | هلند            | ۵   | ۴ | ۰ | ۱ | ۱۵۲ | ۱۳۷ | +۱۵ | ۸   | Quarterfinals |
| ۳   | مجارستان        | ۵   | ۲ | ۱ | ۲ | ۱۳۷ | ۱۴۰ | −۳  | ۵   | Quarterfinals |
| ۴   | برزیل           | ۵   | ۲ | ۰ | ۳ | ۱۲۷ | ۱۱۹ | +۸  | ۴   | Quarterfinals |
| ۵   | آنگولا          | ۵   | ۱ | ۱ | ۳ | ۱۳۱ | ۱۵۴ | −۲۳ | ۳   |               |
| ۶   | اسپانیا         | ۵   | ۰ | ۰ | ۵ | ۱۱۱ | ۱۴۳ | −۳۲ | ۰   |               |

منبع: Olympics Paris 2024 rankings